# Plains (Georgia)
Plains is een plaats (city) in de Amerikaanse staat Georgia, en valt bestuurlijk gezien onder Sumter County.
Jimmy Carter, de 39e president van de Verenigde Staten, zijn vrouw Rosalynn en zijn broer Billy Carter zijn zowel in Plains geboren als gestorven.

## Demografie
Bij de volkstelling in 2000 werd het aantal inwoners vastgesteld op 637.
In 2006 is het aantal inwoners door het United States Census Bureau geschat op 611, een daling van 26 (-4,1%).

## Geografie
Volgens het United States Census Bureau beslaat de plaats een oppervlakte van
2,1 km², geheel bestaande uit land. Plains ligt op ongeveer 152 m boven zeeniveau.

## Plaatsen in de nabije omgeving
De onderstaande figuur toont nabijgelegen plaatsen in een straal van 24 km rond Plains.

## Geboren in Plains
- Jimmy Carter (1924-2024), 39e president van de Verenigde Staten (1977-1981) en Nobelprijswinnaar (2002)
- Rosalynn Carter (1927-2023), First lady van de Verenigde Staten, getrouwd met Jimmy Carter

## Gestorven in Plains
- Jimmy Carter (1924-2024), 39e president van de Verenigde Staten (1977-1981) en Nobelprijswinnaar (2002)
- Rosalynn Carter (1927-2023), First lady van de Verenigde Staten, getrouwd met Jimmy Carter